# Kikstart 2
A Kikstart 2 egy motorverseny típusú videójáték, amely Amiga, Amstrad CPC, Commodore 64, ZX Spectrum platformokra jelent meg. Az elődjénél (Kikstart) nagyobb sikert ért el. A játék lehetővé teszi 2 játékosnak, hogy egyidejűleg (osztott képernyőn) – egymás ellen – vagy 1 játékos a számítógép ellen játsszanak. Ez a stílus később más játékokban is megjelent, mint például a "Motocross Maniacs" című Game Boy-játék.
A játékban a feladat egy motorkerékpár irányítása (gázadás, fékezés, "ugratás" és "egykerekezés") a pályán keresztül, amelyet különböző tereptárgyak (a rámpáktól és téglahalmoktól kezdve, dobozokon át a rugókig és lángvetőkig bezárólag) nehezítenek.
A játék alapja a BBC hasonló - Kick Start - című televíziós sorozata. Továbbfejlesztett változata megjelent a Commodore 128-ra, amely egyike volt annak a pár játéknak, amelynek hivatalos átirata készült a gépre.
Némely tereptárgyon csak meghatározott módon lehet túljutni. Például a kerítéselemeken, rönkökön csak lassú sebességgel, ugratás nélkül lehet áthajtani. Az autógumikon viszont csak gyorsan lehet átjutni. A nem megfelelően megválasztott sebesség, eséskor az első keréken landolás, túl hosszú ideig tartó egykerekezés (lassú sebesség mellett) következménye, hogy a motoros - jellegzetes hangeffektussal kísérve - leesik a motorkerékpárról és (pár másodperc időveszteség után) a hiba helye után folytathatja a játékot. Mivel azonban a folytatás csak egy kellően "biztonságos" (sík) terepről indulhat, ezért sok esetben további jelentős időveszteséget gyűjthet össze a játékos, hiszen meg kell várnia, míg a képernyő a pálya adott szakaszára navigált (a scrollozás sebessége pedig adott volt).
A játékosok nyerhetnek egymás ellen egyszerű kieséses rendszerben (1 pálya), vagy akár egy pályasorozat teljesítésével az összesített időeredményeik alapján. A pályasorozatok 5 pályából állhatnak, amelyeket az ABC betűi jeleznek és lehetővé teszik a játékosok számára egyedileg (az 5 betű önálló kombinációjával) összeállított sorozatok készítését. A játék tartalmaz továbbá egy beépített pályaszerkesztőt is, amely segítségével a játékos bármilyen tereptárgyat elhelyezhet egy üres pályán, majd elmentve végigjátszhatja azt, vagy akár felveheti egy pályasorozatba is.

## Fogadtatás
| Szerző        | Értékelés |
| ------------- | --------- |
| ACE           | 462/1000  |
| Sinclair User | [ 3 ]     |
| Your Sinclair | 7/10      |
| Zzap!64       | 96%       |

| Szerző  | Díj        |
| ------- | ---------- |
| Zzap!64 | Gold Medal |

A játék jó kritikákat kapott. Sok Commodore 128-as játékgyűjteményben szerepel, mivel egyike volt a kevés C128-ra megjelent játéknak.

## Fordítás
Ez a szócikk részben vagy egészben  a   Kikstart 2 című angol Wikipédia-szócikk ezen változatának fordításán alapul.  Az eredeti cikk szerkesztőit annak laptörténete sorolja fel. Ez a jelzés csupán a megfogalmazás eredetét és a szerzői jogokat jelzi, nem szolgál a cikkben szereplő információk forrásmegjelöléseként.